# Система освіти в Австрії
Система освіти в Австрії регулюється державою через Федеральне Міністерство освіти, мистецтва й культури та Федеральне Міністерство науки, досліджень і економіки. Австрія щорічно витрачає на освіту близько 6 % ВВП країни.

## Історія
Обов'язкову шкільну освіту в Австрії ввела імператриця Марія Тереза у другій половині XVIII століття. До цього часу освіта була доступною лише для вищих верств суспільства й духовенства. 
Процеси, що відбувалися в освітянській сфері з часів закінчення  Другої світової війни й до теперішнього періоду, називають переходом від традиційної системи отримання знань небагатьма австрійцями до якісної освіти, доступної кожному мешканцю країни.

## Етапи розвитку реформ у системі освіти в Австрії (др. пол. ХХ – перше десятиліття XXI ст.)
І етап (з 1945 року до 1962 року)
Практикувалася така система освіти, згідно з якою після закінчення початкової школи (від шести до десяти років) учні та їхні батьки вибирали тип середньої школи: обов'язкова загальноосвітня школа (Hauptschule) чи гімназія (Gymnasiums), де готували учнів для вступу до вузу. Понад 90% учнів вступали до Hauptschule, де формувалися  групи на підставі певного рівня знань. Учнів групи «А» після закінчення середньої школи направляли в двох- і чотирирічні професійно-технічні училища, а учні групи «В» після одного додаткового року навчання поповнювали ряди робочої сили країни. І тільки гімназисти (10% юнаків і дівчат країни) продовжували навчання в австрійських вузах. 
ІІ етап (з 1962 року до середини 70-х років)
Відповідно до Закону про школи (1962 рік) відбулися зміни в систему шкільної освіти:
- учнів Hauptschule перестали розділяти на групи «А» і «В»;
- підлітки віком 14 років отримали можливість переходити в гімназії (загальноосвітні, із науковим нахилом, із спеціалізацією в галузі економіки),  а після їх закінчення вступати в австрійські вузи;
- з'явився ще один варіант отримання вищої освіти: після закінчення Hauptschule учні стають студентами вищих професійно-технічних шкіл, які еквівалентні вузам. У цих закладах освіти вони обирають спеціальність, якої навчаються впродовж п'яти років.

ІІІ етап (з середини 70-х років – до кінця 90-х років)
Запровадження організаційних реформ (нововведення щодо дворівневої гімназійної системи освіти, реформа правопису).
IV етап (перше десятиліття ХХІ ст.)
Характеризується такими подіями як вступ Австрії до ЄС (1995), організацією нового типу середньої школи (Neue Mittelschule), упровадженням навчальних програм співпраці гімназій гуманітарного спрямування та вищих навчальних закладів Німеччини, Швеції, Швейцарії, Франції, України в культурному, мистецькому й науковому просторі.

## Система освіти в Австрії
Для системи освіти Австрії характерною є вертикальна диверсифікація (багатогалузевість) на середніх і старших рівнях середньої школи – паралельна структура різних типів шкіл, що пропонують різноманітні навчальні послуги. Зазначене забезпечує відповідність цих навчальних закладів культурним запитам громади,  впливає на процес навчання вчителів, яких готують у різних закладах освіти для різних типів шкіл. Окрім того,  такі заклади відрізняються навчальними програмами, тривалістю навчання, рівнем кваліфікації вчителів. 
Численні заклади педагогічної освіти займають свою нішу на різних рівнях системи освіти (старша середня школа, неуніверситетський професійний рівень та університетський рівень) і є суб’єктами різного підпорядкування.
Загалом, усі німецькомовні країни мають досить схожу систему освіти, що складається з таких щаблів:
- дошкільна освіта;
- початкова освіта;
- середня освіта;
- вища освіта;
- підвищення кваліфікації.

### Дошкільна освіта
Догляд за маленькими дітьми та дошкільнятами в Австрії забезпечують:
- дитячі ясла – для немовлят та маленьких дітей до 3-х років;
- дитячі садки – з 3 до 6 років;
- підготовчі школи – з 5 років.

Існують державні та приватні дитячі садки. Перебування дітей в дошкільних закладах може бути як безкоштовним (до 20 годин на тиждень), так і платним. Перебування дітей у дошкільних закладах може тривати як повний день, так і лише до обіду. Дошкільні заклади не вважаються освітніми закладами, перед ними не стоїть завдання готувати дітей до школи. Відвідування дитячого садку в останній рік перед школою є обов’язковим.

### Початкова освіта
Початкова освіта в Австрії є обов’язковою і триває 4 роки, від 6 до 10 років (1-4 класи).
Школи такого ступеня є основними: початкові та школи зі спеціальними потребами. У початковій школі вивчаються такі предмети: англійська мова, математика, громадські й природні науки, мистецтво (музика, образотворче мистецтво, рукоділля, сценічне мистецтво), фізична культура й особистий розвиток. Як правило, протягом чотирьох років, клас веде один педагог для того, щоб виробити стабільний зв’язок між учителем та учнями задля благополуччя дитини.

### Середня освіта
Після закінчення 4-го класу згідно з сертифікатом, здобутим у попередній школі, та на бажання батьків учні можуть навчатися або в загальноосвітній вищій школі або в неповній середній (від 14 до 18 років).
Загальноосвітня вища школа охоплює період від 5-го по 12-й класи й закінчується екзаменом на атестат зрілості – Матурою (Matura), який є прямим допуском до вступу в університет. Загальноосвітня вища школа поділяється на нижчий (5–8 класи) та вищий ступені (9–12 класи). На рівні загальноосвітньої вищої школи перебуває реальна гімназія, де поглиблено вивчаються природничі науки й навчання закінчується отриманням атестату зрілості з обраного напряму.
Неповна середня школа охоплює період від 5-го до 8-го класів. Її закінчення є підставою для вступу до однієї з професійних шкіл на основі середнього атестату зрілості. Основними критеріями є успішність і відповідність предметів вимогам певної спеціальності професійної школи.
Після закінчення неповної середньої школи є можливість вступати до наступних навчальних закладів: 
- політехнічна школа (9-й клас, здійснює підготовку за дуальною системою);
- професійно-технічне середнє училище (9–12 класи);
- професійно-технічне вище училище (9–13 класи);
- навчальні заклади щодо підготовки фахівців для  дитячих садків та соціальної педагогіки (9–13 класи).

Такі школи є основними навчальними закладами професійної освіти й передбачають дипломні екзамени, після яких з'являється можливість вступити до ВНЗ професійного спрямування (за умовою високого рівня успішності).
Крім безкоштовних державних шкіл, є ще і приватні, які пропонують навчання на всіх етапах освіти. Переважна  кількість їх відноситься до Римо-католицької церкви. Даний сектор середньої освіти охоплює 6800 шкіл (10%) і 120 000 викладачів. 
Приватні навчальні заклади, що належать Римо-католицької церкви, мають хорошу репутацію. Тут жорстка дисципліна й суворіші правила, ніж у державних школах. За визнанням самих австрійців, якість навчання в них значно вища. 
Більшість студентів Австрії закінчують  навчання у віці 18 років. Вони вивчають предмети лише вузької спеціалізації. Цих знань їм вистачає для майбутньої професії.

### Вища освіта
Вступ до університету
До університету приймаються без екзаменів випускники австрійських гімназій, які мають атестат зрілості. Більшість ВНЗ приймають документи два рази на рік. Зарахування на зимовий семестр можливе до 5 вересня й на літній семестр – до 5 лютого. Починати навчання можна два рази на рік – з 1 жовтня або  з  1 березня. Вступні іспити проводяться лише у творчі вузи.
Абітурієнти, для яких німецька мова не є рідною, повинні довести певний рівень знань з цього предмета. Підтвердженням є диплом про складання іспиту з німецької мови. В іншому разі абітурієнт може бути зарахований, але як непостійний студент з умовою вивчення та складення в Австрії іспиту з німецької мови. Як правило, на цю процедуру відводиться рік, упродовж якого абітурієнт отримує повне право проживати в Австрії та вивчати німецьку мову. Після успішного складання іспиту з німецької мови абітурієнта зараховують до університету як звичайного студента.
Поділу на групи не існує. На одній лекції можуть бути присутніми 10 осіб, а на іншій – 200.
У вузах Австрії навчаються майже 210 тис. студентів, заняття для яких ведуть 18000 викладачів. 12% від загального числа студентів складають іноземці. Австрія є особливо привабливою для вихідців із Німеччини (вони складають чверть від усіх студентів) та італійського Больцано - Південного Тіролю (п’ята частина).
Система вищої освіти в Австрії складається з трьох рівнів:
- I рівень – бакалавр. Навчання триває 6 семестрів. У підсумку, через 3 роки - отримання ступеня бакалавра (Bakkalaureus).
- II рівень – магістратура. Навчання триває 4 семестри. Після закінчення - отримання ступеня магістра (Magister) або диплома інженера (Diplom-Ingenieur).
- III рівень – докторантура.  У середньому навчання триває три роки. Цей етап включає в себе проведення наукового дослідження, захист дисертації та складання підсумкового іспиту. Після успішного захисту присуджується науковий ступінь «доктор наук» (Doktoratstudien).

У 2014 році у Віденському університеті ступінь бакалавра отримали 10 900 випускників, магістра - 1100 й доктора  - 585 випускників. Усього в закладі працює  9490 викладачів, із яких академічну ступінь мають 6700 осіб.
Усі університети в Австрії є державними. Викладачі та співробітники - державні службовці. Усі інші університети фінансуються з федерального бюджету (виняток складає лише університет у Кремсі, який фінансується державою лише частково). Відповідно, навчання для австрійських громадян є безкоштовним.
Після закінчення університету та захисту диплома випускники отримують освітню ступінь - магістр. Закінчивши університет, можна продовжити навчання в докторантурі університету. Після її закінчення присвоюється вчений ступінь Doctor (Dr.) – приблизний аналог ступеня кандидата наук в Україні.
Австрійські дипломи – це дипломи європейського зразка, й, відповідно, вони дають право працювати в будь-якій європейській країні без будь-яких додаткових умов проходження процедур нострифікації (процедури визнання іноземних дипломів).
Австрійські вузи займають стійке положення в середині переліку європейських міжнародних університетів. За підсумками опитування, проведеного журналом «Шпігель», до рейтингу кращих університетів континенту потрапили чотири факультети трьох австрійських університетів – у Відні, Зальцбурзі та Граці. У Зальцбурзі краще вивчати право, у Відні – економіку, у Граці – технічні науки.

### Післядипломна освіта
В Австрії існує нагальна соціальна потреба навчання вчителів протягом усього життя, але післядипломна освіта для вчителів є необов'язковою. Навчання в інститутах післядипломної освіти є обов’язковим тільки для викладання за новими програмами, що потребує спеціального навчання вчителів (наприклад, запровадження викладання англійської мови в початкових школах для дітей 6-річного віку або упровадження IKT у молодшій середній школі).
Навчальні програми безперервної освіти, які є частиною післядипломної освіти, на відміну від курсів підвищення кваліфікації, передбачають отримання свідоцтв чи дипломів, що й  привертає більшу частину викладачів до програм безперервної освіти.
Надавати безперервне навчання можуть педагогічні коледжі, інститути післядипломної освіти й університети. Відповідно до законодавства ці  установи повинні узгоджувати між собою навчальні програми, використовуючи наявні ресурси й об’єднуючи зусилля для співпраці.
Програми безперервної освіти пропонуються вчителям, які ще навчаються, а також тим, хто вже працює. Їх метою є підготовка викладачів до опанування нового (наприклад, міжкультурна освіта, інклюзивна освіта, IKT, освіта дорослих, громадянська освіта тощо). Особлива увага приділяється післядипломній освіті вчителів-наставників, які активно залучаються до педагогічної практики початківців.

### Інклюзивна освіта
Інклюзивна освіта - це гнучка, індивідуалізована система навчання дітей із особливостями психофізичного розвитку в умовах масової загальноосвітньої школи за місцем проживання. Навчання (у разі потреби) відбувається за індивідуальним навчальним планом, забезпечується медико-соціальним і психолого‐педагогічним супровідом.
Формування системи спеціальної освіти в Австрії починається в 1846 році, коли було ухвалено закон, який передбачав створення можливостей для навчання сліпих дітей разом зі зрячими.
До 50-х років ХХ ст. систему спеціальної освіти країни можна представити таким чином: спеціальні школи для дітей із порушеннями зору та слуху, порушеннями опорно-рухового апарату, інтелектуальними вадами, емоційно-вольовими розладами та комплексними порушеннями розвитку. 
У 80-х роках ХХ ст. в Австрії почали організовуватися громадські співтовариства, до складу яких входили батьки дітей із особливостями розвитку, учителі, працівники різних медичних та освітянських закладів, які керувалися ідеями рівноправності, у тому числі, й у здобутті освіти. Ці громадські організації виникали стихійно в різних провінціях. У 1983 р. вони об’єдналися в єдину спільноту і звернулися до Міністерства освіти з пропозиціями щодо проведення експерименту з інтегрованого навчання дітей  із особливостями психофізичного розвитку.
Міністерство освіти Австрії підтримало цю ідею, виділило кошти та створило робочу групу, що мала проводити ці експериментальні дослідження. До складу цієї групи увійшли науковці, які працювали в галузі масової та спеціальної освіти, адміністратори й педагоги масових і спеціальних шкіл, фахівці служб допомоги дітям із порушеннями розвитку та представники громадських організацій із числа батьків.
Була розроблена експериментальна програма, що передбачала апробацію чотирьох моделей інтегрованого навчання, зокрема:
- Інтегровані класи

У класі навчалося 20 учнів, четверо з яких мали особливі освітні потреби. Навчання проводили два педагоги, один із яких був учителем спеціальної школи. Для дітей із особливостями розвитку розроблялася індивідуальна навчальна програма, що передбачала надання психолого-педагогічної допомоги.
- Взаємодіючі класи

Ця модель передбачала, що учні зі спеціальної школи та їхні однолітки з масової школи братимуть участь у спільних заходах, спілкуватимуться під час позакласної роботи тощо. Однак,  навчальний час проводитимуть окремо.
- Малокомплектні класи

Передбачалась наявність спеціального класу в масовій школі у складі 6-11 учнів. Переважно ці класи складалися з учнів із затримкою  розвитку пізнавальних процесів. Навчання таких школярів відбувалось за програмою масової початкової чотирирічної школи, однак, термін навчання подовжувався до шести років.
- Звичайні класи

У таких класах учні з особливими освітніми потребами, їхні батьки та вчителі отримували  допомогу від спеціально підготовлених шкільних консультантів.
У 1991 р. Австрійський центр експериментальної освіти та шкільного розвитку провів оцінювання всіх чотирьох експериментальних моделей.
На думку експертів,  найбільш дієвою моделлю стали інтегровані класи; модель із залученням шкільних консультантів найкраще зарекомендувала себе в сільській місцевості; не підтвердили очікувань взаємодіючі та малокомплектні класи, від організації яких згодом взагалі відмовилися.
У цілому, проведений експеримент щодо інтегрованого навчання дітей із особливостями психофізичного розвитку було оцінено як успішний, такий, що дав поштовх до функціонування в Австрії 290 інтегрованих класів, 24 взаємодіючих класів і запровадження посад спеціальних педагогів (понад 3200 ставок), які працюють шкільними консультантами.
Одним із наслідків проведення науково-пошукового експерименту державного значення стало прийняття Австрією в 1993 р. «Закону про освіту», у якому законодавчо визнано право батьків на вибір навчального закладу для своєї дитини, регламентовано функціонування спеціальних та інклюзивних закладів. На сьогодні у спеціальних закладах країни навчаються лише діти зі значними порушеннями слуху, зору та інтелекту.